# Ewald von Busse
Christian Heinrich Ewald von Busse (* 19. September 1776 in Wengeln, Landkreis Lüben; † 27. September 1852 in Neisse) war preußischer Generalmajor.

## Leben

### Herkunft
Seine Eltern waren Christian Daniel von Busse (1746–1816) und dessen Ehefrau Juliane Beate Sophie, geborene von Schickfus (1746–1816). Sein Vater war Herr auf Neuguth, Wengeln und Mühlheide sowie Landesältester und Marschkommissar des Kreises Sprotteau als auch 1. Kammerdirektor in Schlesien. Sein Bruder Maximilian von Busse (1783–1864) war preußischer Generalleutnant.

### Werdegang
Busse besuchte das Berliner Kadettenhaus und wurde am 1. Februar 1793 als Gefreitenkorporal im Infanterieregiment „von Wolfframsdorff“ der Preußischen Armee angestellt. Er avancierte Anfang August 1794 zum Sekondeleutnant und nahm während des Ersten Koalitionskrieges an der Belagerung von Mainz sowie den Kämpfen bei Kaiserslautern, Pirmasens, Kreuznach, Zweibrücken und Frankfurt am Main teil. Im Jahr 1802 wurde er Adjutant des Grenadierbataillon „von Schack“, das aus den Grenadierkompanien der Regimenter „von Stockhausen“ und „von Graevenitz“ bestand. Im Vierten Koalitionskrieg kämpfte er in der Schlacht bei Auerstedt und wurde verwundet. Busse gelang es, sich der Gefangenschaft zu entziehen und nach Schlesien zu fliehen. Nach dem Frieden von Tilsit war er zunächst als Landwirt tätig.
Während des Feldzuges gegen Russland kehrte er 1812 zur Armee zurück und wurde Trainoffizier beim mobilen preußischen Hilfskorps. Nach dem Rückzug holte ihn der General von Bülow zu einem in Elbing errichteten Reservebataillon, wo er am 1. März 1813 angestellt wurde. Als Stabskapitän kam Busse am 1. Juli 1813 in das 1. Reserve-Infanterie-Regiment und stieg Ende Oktober 1813 zum Kapitän und Kompaniechef auf. Während der Befreiungskriege erhielt er für das Gefecht bei Luckau eine Belobigung. In der Schlacht bei Hagelberg wurde er verwundet und mit dem Eisernen Kreuz II. Klasse ausgezeichnet. Ferner befand er sich bei den Belagerungen von Wittenberg, Torgau und Landau.
Am 5. April 1816 wurde er Major und Bataillonskommandeur. Am 19. Juni 1819 wurde er zum Präses der Examinationskommission der Divisionsschule des 13. Infanterie-Regiments bestimmt. Im Jahr 1829 erlitt er einen Schlaganfall, in dessen Folge sein linker Schenkel leicht gelähmt blieb. Am 30. März 1832 wurde er zum Oberstleutnant und am 30. März 1834 zum Oberst befördert. Gleichzeitig beauftragte man Busse zunächst mit der Führung des 16. Infanterie-Regiments und ernannte ihn ein Jahr später zum Regimentskommandeur. Am 17. Oktober 1836 wurde er mit dem Roten Adlerorden IV. Klasse ausgezeichnet. Busse fühlte sich den Anstrengungen eines Dienstes nicht mehr gewachsen. Daher nahm er am 16. März 1839 unter Verleihung des Charakters als Generalmajor mit Pension seinen Abschied. Er starb am 27. September 1852 in Neisse.

### Familie
Er heiratete am 10. August 1801 in Rawitsch die Kaufmannstochter Theodora Wilhelmine Hellwig (1783–1848). Das Paar hatte mehrere Kinder:
- Emilie (1802–1865) ⚭ 17. Oktober 1820 Thomas Friedrich von Romatowski († 1839), Hauptmann a. D. im 13. Infanterie-Regiment
- Mathilde (1803–1873), Stiftsdame in Stolp
- Ewald Theodor (1805–1851), Hauptmann a. D. ⚭ 1852 Charlotte Wilhelmine Klose (1814–1880)
- Pauline (1807–1849) ⚭ Julius Bauch, Dr. med († 1839)
- Marie (1808–1840)
- Adelheid (1810–1878), Stiftsdame im gräflich Campaninischen Fräuleinstift in Barschau
- Agnes Karoline (1811–1894)
- Karl Georg Hermann (1817–1870), gefallen in der Schlacht bei Gravelotte als Oberst und Kommandeur des Infanterie-Regiments Nr. 54 ⚭ 1847 Luise Karoline Friederike Isabelle Ida von Winkelmann (1827–1893)
- Wilhelm Heinrich Bernhard (* 1818), Oberstleutnant a. D. ⚭ 1844 Wolfhilda Charlotte Friederike von Lüttwitz (1823–1881)
- Alexandrine Wilhelmine Albertine (1820–1846)
- Ida Elisa Theodora (1824–1905), Stiftsdame im Zetlitz-Leipeschen Fräuleinstift in Kapsdorf
- Konrad Adolf Leopold (1826–1901), ging zeitweise nach Amerika, Direktor einer Hartgummifabrik in College Point auf Long Island,

⚭ Ottilie von Tecklenburg (1831–1871)
⚭ Marie Biedermann (* 1847)